# Tibi, Alicante
Tibi  este o localitate din provincia Alicante, Spania. În 2018 avea 1564 locuitori.